# Tháp Tử Vong

Before 18 years old Bruce Lee

Tháp Tử vong (Tower of Death) còn được biết đến với cái tên khác là Tử vong du hí 2 hoặc Trò chơi tử vong 2 (Game of Death 2), công chiếu 21 tháng 3 năm 1981, đây là phần tiếp theo của bộ phim Trò Chơi Tử Vong và được sản xuất sau khi Lý Tiểu Long qua đời.
Phim sử dụng nguồn phim dự trữ từ các phim cũ của Lý, phần lớn là từ phim Long tranh Hổ đấu. Ngoài ra, một số cảnh trong phim có sử dụng diễn viên đóng thế Lý Tiểu Long.

## Truyện phim
Billy Lo trở lại để khám phá ra sự thật sau cái chết của bạn anh - Chin Ku (do Wong Ching Lei thủ vai). Mặc dù được biết Chin Ku chết do bệnh, tuy nhiên có nhiều nghi vấn về sự thật cái chết này và bộc lộ rõ hơn khi xảy ra vụ cướp quan tài của Chin Ku khi chuẩn bị an táng ngoài nghĩa trang. Billy Lo đã bị sát hại khi cố gắng đuổi theo bọn cướp. Khi hay tin về cái chết của anh mình, Bobby Lo (Tong Lung)- em trai của Billy - đã tạm biệt sư phụ và quyết định điều tra manh mối.
Chẳng bao lâu Bobby đã đến Lâu đài Tử thần, nơi mà anh có được một tình bạn không mong muốn với võ sư Lewis (Roy Horan) độc ác và rất tàn nhẫn, cũng là chủ nhân của tòa lâu đài. Sau đó, Lewis cũng bị giết hại một cách tàn bạo và Bobby phải một mình đối mặt với hiểm nguy trong Tháp Tử vong. Anh đã gặp Chin Ku, người bạn cũ của Billy, cũng chính là người đã sát hại anh trai mình để giữ bí mật cho một tổ chức buôn lậu nha phiến do y cầm đầu. Trong lần đọ sức này với Bobby, Chin Ku đã thất bại và gục ngã vào chính chiếc quan tài mà y đã chuẩn bị sẵn cho các vị khách không mời mà đến Tháp Tử vong.

## Diễn viên
- Lý Tiểu Long trong vai Lý Chấn Cường (李振強)/Billy Lo (bản lồng tiếng Anh)
- Kim Tai-chung trong vai Lý Chấn Quốc (李振國)/Bobby Lo (bản lồng tiếng Anh) (đóng thế cho Lý Tiểu Long) (credit cuối phim là Tang Lung/Đường Long)
- Hwang Jeong-ri trong vai Chin Ku (credit cuối phim là Huong Cheng Li/Huỳnh Chánh Lợi)
- Roy Horan trong vai Lewis (credit cuối phim là Roy Haron)
- Roy Chiao trong vai cha trưởng tu viện
- Miranda Austin trong vai Angel
- Nguyên Bưu  trong vai thầy tu